# Dihärese
Eine Dihärese (auch Diärese; altgriechisch διαίρεσις dihairesis, deutsch ‚Trennung‘) bezeichnet in der Metrik einen (durch Wortende entstehenden) Einschnitt, der zwischen zwei Metren fällt. Einschnitte innerhalb eines Metrums werden als Zäsuren bezeichnet, manchmal aber wird Zäsur auch als allgemeine Bezeichnung für Einschnitte im Vers gebraucht, die Dihärese ist dann eine spezielle Zäsur. In der metrischen Notation wird die Dihärese durch  ‖  markiert, Positionen mit häufigem Wortende werden auch mit  ́ angezeigt.
Dihäresen (ebenso wie Zäsuren) dienen der rhythmischen Gliederung des Verses. Bei manchen antiken und romanischen Versmaßen sind Dihäresen an bestimmten Versstellen vorgeschrieben, zum Beispiel bei Pentameter und Alexandriner, bei anderen wie dem Hexameter kommen sie regelmäßig vor. Eine für das Versmaß festgelegte Dihärese wird auch als Inzision bezeichnet.
Besonders bekannt ist die bukolische Dihärese nach dem vierten Daktylus im Hexameter:
—◡◡—◡◡—◡◡—◡◡ ‖ —◡◡—×
Sie ist so benannt, weil sie besonders häufig in der bukolischen Dichtung verwendet wird und als für diese charakteristisch gilt. Der sich so ergebende zweite Teil des Hexameters hat dann die metrische Gestalt eines adonischen Verses.
Lateinische Beispiele:
- nos patriam fugimus; tu, Tityre, ‖ lentus in umbra[1]
- ite domum saturae, uenit Hesperos, ‖ ite capellae.[2]
- In nova fert animus mutatas ‖ dicere formas[3]

Deutschsprachige Dichtung:
- Du siehst, wohin Du siehst  ‖  nur Eitelkeit auf Erden.[4]